# Gibberish

Lorem ipsum és un text que s'utilitza per a dur a terme proves. Se'l considera gibberish.

En anglès Gibberish, també anomenat jibber-jabber o gobbledygook (i galimaties, bajanades o guirigall en català), és una manera de parlar que no té sentit (o no ho sembla). Inclou la pronunciació de sons que no són realment paraules, pseudoparaules, jocs lingüístics i argot especialitzat que resulta absurd per als qui no la coneixen.
També s'utilitza gibberish com a imprecació per a denigrar o desacreditar idees o opinions amb les quals l'usuari no està d'acord o li resulten molestes, un equivalent aproximat de "contrasentit", "xerrameca" o "faramalla". La implicació és que l'expressió o proposició criticada manca de substància o congruència, en lloc de ser simplement una opinió diferent.
La paraula associada jibber-jabber fa referència a una conversa ràpida i difícil d'entendre.

## Etimologia
L'etimologia de la paraula gibberish és incerta. El terme va aparèixer per primera vegada en anglès a principis del segle xvi. Generalment, es creu que és una onomatopeia imitativa de la parla, similar a les paraules en anglès jabber (parlar ràpidament) i gibber (parlar inarticuladament).
Pot tenir el seu origen en la paraula jib, que és la variant anglorromana de la paraula en llengua romaní que significa "llengua" o "idioma". Per als no parlants, el dialecte anglo-romaní podria sonar com a anglès barrejat amb paraules sense sentit, i si aquestes paraules aparentment sense sentit es denominen jib, llavors podria derivar-se el terme gibberish com a descriptor de la parla sense sentit.
Samuel Johnson, en A Dictionary of the English Language (Diccionari de la llengua anglesa), publicat en 1755, va escriure que la paraula gibberish "probablement deriva del chymical cant, i originalment implicava l'argot de Geber i la seva tribu". La teoria era que gibberish procedia del nom d'un famós alquimista musulmà del segle viii, Ŷabir ibn Hayyan, el nom del qual es va llatinitzar com Geber. Així doncs, gibberish era una referència a l'incomprensible argot tècnic i al llenguatge codificat al·legòric utilitzat per Jabir i altres alquimistes. Després de 1818, els editors del Diccionari Johnson van rebutjar aquesta teoria de l'origen.
Una teoria alternativa desacreditada afirma que la paraula deriva del terme irlandès gob o gab (boca) o de la frase irlandesa Geab ar ais (parlar cap endarrere). Aquesta última etimologia irlandesa va ser suggerida per Daniel Cassidy, el treball de la qual ha estat criticat per lingüistes i estudiosos. Els termes geab i geabaire són certament paraules irlandeses, però la frase geab ar ais no existeix, i la paraula gibberish existeix com a préstec en irlandès com gibiris.
El terme gobbledygook va ser encunyat per Maury Maverick, excongressista de Texas i exalcalde de Sant Antoni. Quan Maverick era president de la Smaller War Plants Corporation durant la Segona Guerra Mundial, va enviar un memoràndum que deia: "Sigui breu i utilitzi un anglès senzill. (...) Abstingui's del llenguatge gobbledygook". Maverick definia el gobbledygook com a "xerrada o escrit llarg, pompós, vague, enrevessat, normalment amb paraules llatinitzades". L'al·lusió era a un gall dindi, "sempre glugluteant i gallejant-se amb una pompositat ridícula".

## Usos

### Gobbledygook
El terme "gobbledygook" té una llarga història d'ús en la política per a burlar-se de declaracions deliberadament tèrboles i explicacions complicades però ineficaces. Aquí alguns exemples:
- Enregistrament de Nixon en l'Oficina Oval del 14 de juny de 1971, que mostrava a H. R. Haldeman descrivint una situació a Nixon dient que era "... un munt de gobbledygook. Però del gobbledygook surt una cosa molt clara: No es pot confiar en el govern; no es pot creure el que diuen".[22]
- El president Ronald Reagan va explicar les revisions de la llei tributària en un discurs a la nació usant la paraula, el 28 de maig de 1985, dient que "la majoria no van millorar el sistema; el van fer més semblant al mateix Washington: Complicat, injust, replet de gobbledygooks i buits legals, dissenyat per a aquells amb poder i influència per a contractar assessors legals i fiscals d'alt preu."[23]
- En 2017, el jutge del Tribunal Suprem dels Estats Units John Roberts va ratllar el raonament sociològic quantitatiu de "gobbledygook", en argumentar en contra de l'ús de qualsevol prova matemàtica per al gerrymandering.[24]
- Michael Shanks, expresident del Consell Nacional del Consumidor de Gran Bretanya, va definir el gobbledygook professional com un argot inadequat destinat a confondre als inexperts: El "gobbledygook" pot indicar una incapacitat per a pensar amb claredat, un menyspreu pels clients o, més probablement, una mescla de totes dues coses. Un sistema que no pot o no vol comunicar-se no és una base segura per a una democràcia.[25]

### En actuació
Utilitzar el gibberish mentre s'actua pot servir com a exercici d'improvisació en l'ensenyament de les arts escèniques.

### En cançons
L'artista musical italià Adriano Celentano va escriure i va interpretar la cançó "Prisencolinensinainciusol" en gibberish com a imitació intencionada del so de l'anglès estatunidenc per als qui no dominen l'idioma.

## Altres termes i usos
Els termes officialese o bureaucratese fan referència al llenguatge utilitzat per funcionaris o autoritats. Legalese (anglès legal) és un concepte estretament relacionat, que es refereix al llenguatge utilitzat per advocats, legisladors i altres persones relacionades amb la llei. El llenguatge utilitzat en aquests camps pot contenir frases complexes i argot especialitzat o paraules de moda (buzzwords), la qual cosa dificulta la seva comprensió pels qui no pertanyen a aquest àmbit. Els parlants o redactors de officialese o legalese poden reconèixer que és confusa o fins i tot mancada de sentit per a les persones alienes, però consideren que el seu ús és apropiat dins de la seva organització o grup.

Bafflegab és un sinònim, un terme de l'argot que es refereix a un ús confús o generalment inintel·ligible de l'argot.Plantilla:Lista de columnas dinámica